# 烏拉季夫卡
49°29′44″N 28°13′50″E / 49.49556°N 28.23056°E
烏拉季夫卡（烏克蘭語：Уладівка），是烏克蘭的村落，位於該國西南部文尼察州，由文尼察區負責管轄，始建於1570年，面積0.31平方公里，海拔高度250米，99%居民是烏克蘭人。